# صبری لاموشی
صبری لاموشی (به فرانسوی: Sabri Lamouchi)‏(۹ نوامبر ۱۹۷۱) بازیکن بازنشسته و مربی فوتبال اهل فرانسه است.
وی سابقه بازی در تیم ملی فوتبال فرانسه را دارد.